# Jack Russell (baseballista)
Jack Erwin Russell (ur. 24 października 1903, zm. 3 listopada 1990) – amerykański baseballista, który występował na pozycji miotacza.

## Kariera zawodnicza
Zawodową karierę rozpoczął w 1925 roku, w zespole Paris Bearcats występującym w East Texas League, osiągając bilans W-L 7–11. W lutym 1926 dołączył do składu Boston Red Sox, przebywającym wówczas na zgrupowaniu przedsezonowym w Nowym Orleanie. W Major League Baseball zadebiutował 5 maja 1926 w przegranym przez Red Sox 0–10 meczu przeciwko Washington Senators na Fenway Park, narzucając w dwóch ostatnich zmianach. Pierwszy start zaliczył 9 czerwca 1926 w wyjazdowym spotkaniu z St. Louis Browns, notując porażkę.
W czerwcu 1932 w ramach wymiany zawodników przeszedł do Cleveland Indians, zaś w grudniu 1932 do Washington Senators. W sezonie 1933 po raz pierwszy w karierze zanotował dodatni bilans zwycięstw (12–6) przy wskaźniku ERA 2,69, a także zaliczył najwięcej save'ów w MLB (13). W 1934 został powołany do składu American League All-Star. W czerwcu 1936 przeszedł do Boston Red Sox. Grał jeszcze w Detroit Tigers (1937), Chicago Cubs (1938–1939) i St. Louis Cardinals (1940). W późniejszym okresie występował w półzawodowych zespołach, między innymi w Portsmouth Cubs w sezonie 1942.

## Nagrody i wyróżnienia
| Nagroda/wyróżnienie | Lata | Źródło |
| All-Star            | 1934 | [ 2 ]  |